# Конституция XII года
Конституция XII года — основной закон Первой французской империи под властью Наполеона Бонапарта. Была принята Сенатом и предусматривала введение пожизненной и наследуемой власти императора французов. Была подтверждена результатами конституционного референдума 6 ноября 1804 года.

## Общая характеристика
Конституция XII года заменяла собой принятую в 1802 году Конституцию X года, в которой, в свою очередь, срок полномочий Наполеона Бонапарта как первого консула продлевался с десятилетнего до пожизненного. Конституция XII года шла дальше в упрочении власти Наполеона, поскольку предусматривала создание наследуемого его семьёй императорского титула.
Текст конституции включал в себя 142 статьи и формировал новый политический режим, Первую империю, взамен существовавшей до того времени Первой французской республики. При этом Первая империя заимствовала многие институции дореволюционного «Старого режима» (фр. Ancien Régime).
Конституция XII года действовала на всём протяжении существования Первой империи. Она была значительно изменена сначала сенатус-консультом 19 августа 1807 года (отменившим Трибунат), а затем так называемым Дополнительным актом от апреля 1815 года, принятым после возвращения Наполеона на трон («Сто дней»). Была окончательно отменена Бурбонами в 1815 году.

## Император
Легитимность императорской власти обосновывалась как «милостью Божьей», так и «согласием народа» и освящалась папой римским. Согласно статье 1, «управление Республикой вручается императору, который принимает титул императора Французов». Наполеон выбрал титул императора, а не короля, чтобы пощадить чувства революционеров, и потому что этот титул придавал его власти «неограниченный» характер. В статье 2 указывался титул Наполеона, но не определялась сущность его власти. Согласно статье 3, императорский титул передавался прямым потомкам императора — за исключением женского потомства и их детей; таким образом, восстанавливался принцип примогенитуры «старого режима». Новшество состояло в том, что в случае отсутствия наследников Наполеон мог выбрать преемника путём усыновления кого-либо из детей или внуков своих братьев.

## Восстановление дворянства
Были сделаны дальнейшие шаги к восстановлению дворянства. В частности, были созданы шесть должностей высших сановников (верховный выборщик, архиканцлер, государственный архиканцлер, архиказначей, великий коннетабль и великий адмирал) и должности великих офицеров Империи (в том числе восемнадцати маршалов). Сановники председательствовали в избирательных коллегиях.
Все эти должностные лица должны были принести присягу, посредством которой Империя утверждала своё различие с королевской властью — свою направленность на общее благо.

## Учреждения Империи
Сенат
В Сенате создавались две комиссии: комиссия по личной свободе под председательством Ленуар-Лароша, обязанная разбирать случаи незаконных арестов, и комиссия свободы прессы, призванная уменьшать злоупотребления цензуры. В действительности эти комиссии только направляли представления министрам.
Трибунат
Изменения, внесённые в полномочия этого органа, лишили его права обсуждать на своих пленарных заседаниях тексты законов, внесённых правительством. Конституция предусматривала обновление половины состава Трибуната каждые пять лет. Сенатус-консульт 19 августа 1807 года окончательно ликвидировал этот орган, передав функции по повторному чтению законопроектов Законодательному корпусу.